# Borne-colonne de Farges-lès-Chalon
La borne-colonne de Farges-lès-Chalon est une borne routière de l'ancien régime, située sur la commune de Farges-lès-Chalon dans le département français de Saône-et-Loire et la région Bourgogne-Franche-Comté.

## Historique
Aujourd'hui placée sur une propriété privée, grande rue à Farges, cette borne se trouvait initialement à Champforgeuil.
Elle fait l'objet d'une inscription au titre des monuments historiques depuis le 31 octobre 1939.